# Папа, Моше
Моше Папа (ивр. משה פפא‎; род. 1952, Иерусалим, Израиль) — израильский хирург-маммолог, разработчик новых хирургических и аппаратных технологий в онкологической хирургии и маммологии. Профессор Папа является экспертом Национального института здравоохранения США (NIH), руководителем Израильской программы специализации хирургов-маммологов, членом редакционной коллегии самого рейтингового журнала в онкологической хирургии Surgical Oncology, членом экспертной и этической комиссии минздрава Израиля, секретарем ассоциации генетических технологий в онкологии. Профессор Папа является ведущим маммологом «Манор Медикал Центра».

## Биография
Медицинское образование получил на медицинском факультете им. Саклера Тель-Авивского университета. После окончания специализировался в области хирургии в медицинском комплексе «Маунт-Синай», Нью-Йорк США. Прошел интернатуру в Национальном институте здравоохранения США (NIH), а затем специализировался в области хирургии в университете Торонто.
С 1991 года по 2012 год работал в отделении хирургии медицинского центра им. Хаима Шиба (Тель-ха-Шомер), с 2002 года был главой отделения хирургии. С 2012 года профессор Папа заведует отделением маммологической хирургии ведущей израильской больницы «Ассута».
Ведет исследования механизмов развития и лечения онкологических процессов, в частности процессов развития рака молочной железы. Изучает влияние регионарной инфузионной химиотерапии при лечении рака груди, а также генетические изменения, вызываемые данным видом рака. Разрабатывает новые технологии и комбинированные методы лечения рака молочной железы.
- Эксперт Национального института здравоохранения США (NIH)
- Руководитель Израильской программы специализации хирургов-маммологов
- Член редакционной коллегии самого рейтингового журнала в онкологической хирургии Surgical Oncology
- Член Экспертной и этической комиссии минздрава Израиля
- Секретарь ассоциации генетических технологий в онкологии

## Публикации
Статьи Моше Папы (как правило, в соавторстве с другими исследователями) выходили в ведущих профильных периодических изданиях: Archives of Surgery (1985, 2003), Annals of Surgery (1986), Cancer Research (1986, 1988), Journal of Clinical Oncology (1987, 2005, 2008, 2013), Annals of Surgical Oncology (2003, 2005, 2007), European Journal of Cancer (2006), Surgical Endoscopy (2009, 2010, 2011). Общее число его публикаций в англоязычных медицинских изданиях в базе данных PubMed превышает 100.

## Обвинения
В 2012 году против Моше Папы были выдвинуты обвинения в том, что в период с 2008 по 2012 годы, по крайней мере в 49 случаях Папа работал в коммерческих клиниках или вообще находился за пределами границ Израиля в то время, в которое он обязан был работать в государственной больнице. Кроме того, он приказывал своему секретарю подделывать сведения в электронном журнале учёта рабочего времени. Отвечая на обвинения, Папа заявлял, что всё это является широко распространённой среди врачей практикой.